# Gli Argonauti (Nelson)
Gli Argonauti (The Argonauts) è un saggio della scrittrice statunitense Maggie Nelson, pubblicato nel 2015 da Graywolf Press negli Stati Uniti e nel 2016 da Il Saggiatore in Italia.

## Contenuto
Esempio di autotheory, il saggio ripercorre l'esperienza di Maggie Nelson con l'inseminazione artificiale e la gravidanza, alternando pagine autobiografiche sulla sua relazione con l'artista transgender Harry Dodge a riflessioni sul genere, la sessualità e la maternità in relazione alle teorie di Gilles Deleuze, Judith Butler ed Eve Kosofsky Sedgwick.

## Accoglienza
Il saggio è stato accolto entusiasticamente dalla critica anglofona e ha vinto il National Book Critics Circle Award nella sezione "Critica". Nel 2024 il New York Times ha collocato Gli Argonauti al quarantacinquesimo posto nella lista dei cento libri migliori del XXI secolo.

## Edizioni
- Gli Argonauti, Milano, Il Saggiatore, 2016 traduzione di Francesca Crescentini ISBN 978-88-428-2262-2